# Cumanagoto
Os cumanagotos eram uma etnia do ramo caribe que vivia no centro e centro-oriente de Venezuela até a costa do Mar do Caribe ao momento em que chegaram os europeus à América. Viviam na região que hoje em dia é o estado de Anzoátegui.
O conquistador Garci González de Silva realizou em 1579 e 1580 duas expedições de ataque contra os cumanagotos que habitavam os Vales del Tuy.
Alexander von Humboldt identificou-os como um dos principais grupos indígenas na província de Nova Andaluzia. Seguiram sendo um povo claramente diferente até após a Independência de Venezuela. Em 1822 haviam 26 indivíduos desta etnia na zona a oeste de Cumaná.
Na atualidade, ainda permanecem em cidades, povoados urbanizados e rurais em sua maioria ao oriente do país, já integrados ao modelo de sociedade ocidental, mas ainda mantendo sua cultura e costumes.